# قانون أماكن العبادة (بنود خاصة) لعام 1991
قانون أماكن العبادة (بنود خاصة) لعام 1991 (بالإنجليزية: Places of Worship (Special Provisions) Act, 1991): هو قانون يهدف إلى الحفاظ على الطابع الديني لأماكن العبادة في الهند وحمايتها. النص الكامل للقانون متاح عبر الإنترنت من خلال الرابط: India Code: Digital Repository of Laws. ويمكن تحميله بصيغة بي دي إف PDF من خلال موقع وزارة الداخلية.